# Discovery Park (Seattle)
Discovery Park est un parc public de 2,2 km², situé sur la péninsule de Magnolia à Seattle (Washington). C'est le plus grand parc de la ville. Il abrite le Daybreak Star Cultural Center (en).
Il constitue un excellent observatoire de la vie sauvage : 156 espèces d'oiseaux y ont été observées en octobre 2007.